# Пяденица стрельчатая
Пяденица стрельчатая (лат. Gagitodes sagittata = syn. Perizoma sagittata (Fabricius, 1787)) — вид бабочек из семейства Пяденицы.

## Описание
Длина переднего крыла 12—15 мм. Размах крыльев 26—34 мм. Тело коричневого цвета. Основной тон верхней стороны переднего крыла может варьировать от красновато-коричневого до темно-коричневого со имеющимися светлыми разводами. Поперек крыла проходит чёрная, обрамленная белым цветом с чёткими краями, выгнутая полоска, внешний край которой ближе к центру образует острый зубец. Напротив данного зубца у края крыла имеется беловатый штрих. Прикорневая часть крыла чёрного цвета. Задние крылья серого цвета с тёмной поперечной дугообразной линией и срединной точкой. Бахрома крыльев с тёмными точками.

## Ареал
Обитает в Центральной и Северной Европе, Восточной Азии, включая Японию, Корею и Китай.
В Белоруссии вид известен по находкам из трёх удаленных друг от друга точек в Витебской и Брестской областях, причём первая находка относится к началу XX столетия.

## Биология
Время лёта длится с середины июня до середины августа. Стадия гусеницы длится с августа по сентябрь на цветках и плодах василистника. Зимует куколка, иногда дважды.

## Местообитания
Населяет сырые поляны, заболоченные луга, опушки и разреженные участки широколиственных и хвойно-широколиственных лесов, долины лесных водотоков, разнотравные луга в поймах и на склонах.

## Замечания по охране
Вид включен в Красные книги Белоруссии, Московской области России, Восточной Фенноскандии для Германии и Швеции.